# Emil Nusch
Emil Nusch (* 7. Dezember 1861 in Greiz; † 14. Mai 1922 ebenda) war ein deutscher Kaufmann und Politiker (DNVP).

## Leben
Emil Nusch war der Sohn des Kauf- und Handelsherren Heinrich Louis Nusch aus Greiz und dessen Ehefrau Louise Wilhelmine geborene Arnold aus Greiz. Der Abgeordnete Heinrich Nusch ist sein Bruder. Er war evangelisch-lutherisch und heiratete am 2. März 1889 in Greiz  Marie Helene Feustel (* 4. August 1867 in Greiz; † 28. November 1938 ebenda), die Tochter des Fabrikbesitzers Franz Friedrich Wilhelm Feustel in Greiz. Er lebte als Kaufmann und Fabrikbesitzer in Greiz und war Leutnant der Reserve.
Nusch vertrat konservative Positionen und war vom 1. Januar 1911 bis zum 31. Dezember 1914 und erneut vom 1. Januar 1919 bis zum 10. September 1922 Mitglied im Gemeinderat von Greiz. Vom 22. Mai bis 16. Juni 1911, vom 3. Juni bis 10. Juli 1912 und vom 29. Mai bis zum 13. Juni 1918 (als Stellvertreter für Paul Arnold) gehörte er dem Greizer Landtag an.
Nach der Novemberrevolution schloss er sich der DNVP an und wurde am 2. Februar 1919 für diese Partei in den letzten Greizer Landtag gewählt. Als Abgeordneter wurde er Mitglied des vereinigten Landtages des Volksstaates Reuß. Am 1. Mai 1920 schlossen sich der Volksstaat Reuß und sechs weitere thüringische Kleinstaaten zum Land Thüringen zusammen. Damit wandelte sich der Reußische Landtag in eine Gebietsvertretung. Nach der Verkleinerung dieser Gebietsvertretung schied Emil Nusch als Abgeordneter aus.

## Auszeichnungen
- Kommerzienrat (1908)
- Fürstliches Ehrenkreuz IV. Klasse (1906)
- Fürstliches Ehrenkreuz III. Klasse (1908)
- Fürstliches Ehrenkreuz III. Klasse mit Krone (1914)
- Ritterkreuz I. Klasse des königlich sächsischen Albrechtsordens mit der Krone (1914)